# Нюкжинский сельсовет
Ню́кжинский сельсове́т — упразднённое сельское поселение в Тындинском районе Амурской области.
Административный центр — село Усть-Уркима.

## История
3 августа 2005 года в соответствии с Законом Амурской области № 32-ОЗ муниципальное образование наделено статусом сельского поселения.
Упразднено в январе 2021 года в связи с преобразованием муниципального района в муниципальный округ.

## Население
| 2002 | 2010 | 2011 | 2012 | 2013 | 2014 | 2015 |
| ---- | ---- | ---- | ---- | ---- | ---- | ---- |
| 357  | ↘285 | ↘283 | ↘275 | ↘268 | ↘266 | ↘263 |
| 2016 | 2017 | 2018 |      |      |      |      |
| ↘255 | ↗256 | ↗260 |      |      |      |      |

## Состав сельского поселения
| № | Населённый пункт | Тип населённого пункта       | Население |
| - | ---------------- | ---------------------------- | --------- |
| 1 | Усть-Уркима      | село, административный центр | ↗260      |